# Trinitapoli
Trinitapoli är en ort och kommun i provinsen Barletta-Andria-Trani i regionen Apulien i Italien. Kommunen hade 14 649 invånare (2017).